# Astropecten tenellus
Astropecten tenellus is een kamster uit de familie Astropectinidae.
De wetenschappelijke naam van de soort werd in 1913 gepubliceerd door Walter Kenrick Fisher.